# ZSU-23-4
ZSU-23-4 Sjilka (ry. Зенитная Самоходная Установка ЗСУ-23-4 «Шилка») är en luftvärnskanonvagn som togs i bruk av Sovjetunionens krigsmakt 1965 som ersättare för ZSU-57-2. Hög eldhastighet i kombination med modern radar gjorde den synnerligen framgångsrik. Den är baserad på samma chassi som PT-76 men den är inte amfibisk. Tornet kan inte vridas hela varvet runt utan eldområdet är begränsat till 180° framåt. Radarn är en RPK-2 Tobol har en räckvidd på 20 km.
ZSU-23-4 användes med stor framgång under Vietnamkriget och Oktoberkriget. I rysk tjänst har den nu ersatts av 2K22 Tunguska, men den används fortfarande i andra delar av världen.